# E3 Prijs Vlaanderen 2006
L'E3 Prijs Vlaanderen 2006, quarantanovesima edizione della corsa, valido come evento del circuito UCI Europe Tour 2006, fu disputato il 25 marzo 2006 per un percorso di 200 km. Fu vinto dal belga Tom Boonen, al traguardo in 4h43'38" alla media di 42,308 km/h.
Dei 191 ciclisti alla partenza furono in 90 a portare a termine il percorso.

## Ordine d'arrivo (Top 10)
| Pos. | Corridore         | Squadra         | Tempo    |
| ---- | ----------------- | --------------- | -------- |
| 1    | Tom Boonen        | Quick Step      | 4h43'38" |
| 2    | Alessandro Ballan | Lampre          | a 2"     |
| 3    | Aart Vierhouten   | Skil            | a 1'32"  |
| 4    | Bert De Waele     | Landbouwkrediet | s.t.     |
| 5    | Leif Hoste        | Discovery Ch.   | s.t.     |
| 6    | Marcus Ljungqvist | CSC             | a 1'42"  |
| 7    | Luca Paolini      | Liquigas        | s.t.     |
| 8    | Roger Hammond     | Discovery Ch.   | s.t.     |
| 9    | Peter Van Petegem | Davitamon       | s.t.     |
| 10   | Baden Cooke       | Unibet.com      | s.t.     |